# Электромотор (завод)
Полтавский завод «Электромотор» (укр. Полтавський завод «Електромотор») — промышленное предприятие в городе Полтава.

## История

### 1954 - 1991
Предприятие было создано в апреле 1954 года на базе авторемонтных мастерских Полтавского сахарозавода как механический завод "Главпродмашдеталь", первой продукцией завода стали водоуказатели к паровым котлам и комплексы механизированных кормокухонь для животноводства.
В 1957 году без остановки работы были проведены реконструкция и расширение завода, который получил новое наименование (Полтавский завод «Электромотор») и с этого времени стал специализироваться на производстве электродвигателей. Кроме того, в 1957 году завод освоил производство бытовых полотёров (хотя первая партия изготовленных заводом в 1957 году бытовых полотёров была собрана из деталей производства Харьковского электромеханического завода).
В 1965 году завод полностью перешёл на выпуск электродвигателей мощностью до 100 кВт, в дальнейшем на предприятии был освоен выпуск моторов для промышленных и домашних холодильников, а также электродвигателей, предназначенных на экспорт.
1970-е - 1980-е годы являлись временем расцвета завода. На предприятии было начато производство фазовых электродвигателей серии 4А. После очередной реконструкции, в ходе которой на предприятии были установлены 500 единиц нового оборудования (в том числе, более мощные прессы, автоматизированная линия обработки и укладки статора двигателя 4А и первая в СССР печь для термообработки листов магнитопроводов), производительность предприятия была увеличена, а себестоимость продукции - уменьшена. Помимо основной продукции, на заводе было освоено производство потребительских товаров для населения: электронасосов и электроточил.
Завод несколько раз был награждён дипломом Госстандарта СССР и ВЦСПС "За достижение наилучших результатов по выпуску продукции с государственным Знаком качества". По состоянию на начало 1989 года, завод являлся одним из крупнейших предприятий СССР по выпуску электродвигателей (общая стоимость выпускаемой предприятием продукции составляла около 50 млн. рублей в год). На заводе действовали 10 автоматизированных линий, станки с ЧПУ и промышленные роботы. Помимо СССР, продукция завода экспортировалась на почти три тысячи предприятий в более чем 50 иностранных государствах.
На балансе предприятия находились объекты социальной инфраструктуры: жилой дом для малосемейных рабочих предприятия на 108 квартир и детский сад № 86. 13-й пятилетний план развития народного хозяйства СССР (1991—1995) предусматривал завершение строительства двух жилых домов для работников завода и базы отдыха на 250 мест в селе Лесные Поляны.

### После 1991
После провозглашения независимости Украины завод стал единственным предприятием Украины, способным осуществлять серийное производство электродвигателей для промышленных предприятий.
В начале 1990-х годов завод входил в число главных промышленных предприятий Полтавы.
31 мая 1993 года Кабинет министров Украины включил завод в перечень предприятий, подлежащих приватизации с привлечением иностранных инвестиций.
В 1994 году завод был преобразован в открытое акционерное общество.
В марте 1995 года в соответствии с постановлением Верховной Рады Украины завод был внесён в перечень предприятий Украины, не подлежащих приватизации в связи с общегосударственным значением, однако в мае 1995 года Кабинет министров Украины включил завод в перечень предприятий, подлежащих приватизации в течение 1995 года.
Начавшийся в 2008 году экономический кризис осложнил положение предприятия. В связи с сокращением спроса на асинхронные электродвигатели (после начала экономического кризиса 2008-2009 гг. выпуск которых сократился до 15-18% от объёмов производства предприятия), завод расширил объёмы производства сельхозмашин и потребительских товаров.
В 2010 году завод освоил производство семи новых видов продукции (передвижных компрессорных станций типа СВПД-9/7, нескольких видов кормоизмельчителей, а также мясорубок, клапанов-заслонок для элеваторов и др.). В январе 2011 года общая численность работников завода составляла 950 человек.
В 2011 году ОАО "Электромотор" было преобразовано в публичное акционерное общество "Электромотор".
В 2013 году завод получил кредит на расширение объемов производства потребительских товаров для населения (корморезок и насосов).
По состоянию на начало 2014 года, завод входил в перечень ведущих промышленных предприятий Полтавы. По состоянию на апрель 2014 года, завод выпускал 70 наименований продукции, общая численность работников предприятия составляла свыше 600 человек. В январе-сентябре 2014 года завод сократил производство электромоторов на 25%.
В ноябре 2014 года завод представил новую разработку (доильный аппарат "Доярочка", осенью 2014 года ставший победителем в категории "Промышленные товары для населения и товары производственно-технического назначения" регионального конкурса "Полтавська якість", проведенного среди предприятий Полтавской области).